# Лиувилль, Жозеф
Жозеф Лиувилль (фр. Joseph Liouville; 24 марта 1809 — 8 сентября 1882) — французский математик.
Систематически исследовал разрешимость ряда задач, дал строгое определение понятию элементарной функции и квадратуры. В частности, исследовал возможность интегрирования заданной функции, алгебраической или трансцендентной, в элементарных функциях, и разрешимость в квадратурах линейного уравнения 2-го порядка. Доказал, что специальное уравнение Риккати интегрируется в квадратурах только в тех случаях, которые были даны ещё Бернулли. Нашел первое трансцендентное число и тем самым доказал существование трансцендентных чисел. В честь Лиувилля были названы поверхность Лиувилля и сеть Лиувилля, дробный интеграл Лиувилля, а также несколько математических теорем.
Член Парижской академии наук (1839), иностранный член-корреспондент Петербургской академии наук (1840), иностранный член Лондонского королевского общества (1850).

## Биография
Родился 24 марта 1809 года во Франции в городе Сент-Омер.
Лиувилль окончил Политехническую школу в 1827 году. Изучал инженерное дело в Национальной школе мостов и дорог. После нескольких лет ассистентуры в разных учреждениях, включая Центральную школу Парижа, в 1838 году был приглашён в Политехническую школу в качестве профессора. Получил членство в Коллеж де Франс по математике в 1850 году и по механике в 1857 году.
Кроме академических достижений, он был очень талантливым организатором. Лиувилль основал «Журнал чистой и прикладной математики» (фр. Journal de mathématiques pures et appliquées), который поддерживает свою репутацию до настоящего времени, для продвижения математических работ. Он первым прочитал неопубликованные работы Галуа и осознал их важность, они были опубликованы в журнале в 1846 году. Лиувилль также некоторое время занимался политикой и стал членом Национальной ассамблеи в 1848 году. Однако после ликвидации выборов в Ассамблею в 1849 году ушёл из политики.
Умер 8 сентября 1882 года в возрасте 73 лет в Париже.

## Память
В 1973 году Международный астрономический союз присвоил имя Жозефа Лиувилля кратеру на видимой стороне Луны.